# Apostolisches Exarchat Kanada (Syrer)
Das Apostolische Exarchat Kanada (lat.: Exarchatus Apostolicus pro fidelibus ritus Antiocheni Syrorum in Canada) ist ein in Kanada gelegenes Apostolisches Exarchat der syrisch-katholischen Kirche mit Sitz in Montreal, Québec.

## Geschichte
Das Apostolische Exarchat Kanada für die Syrer wurde am 7. Januar 2016 durch Papst Franziskus aus Gebietsabtretungen der Eparchie Our Lady of Deliverance of Newark errichtet. Zum ersten Exarch wurde Antoine Nassif ernannt.